# همیانه
همیانه، روستایی از توابع بخش سیلاخور شهرستان بروجرد در استان لرستان ایران است.
اهالی این روستا بیشتر ساکن دورود و بروجرد هستند و نام فامیل اکثر آنها هاشمی است. ایلاتی که در این روستا سکنی یافته اند: ایل زندیه،   ،طایفه گراوند،خرمی،کلهر،ترکمن،لک،و.... در این روستا تپه باستانی به‌زبان محلی (تپه گردله) وجود دارد که به عهد سلجوقیان برمی‌گردد. تپه سراب همیانه مربوط به دوره اشکانیان است و در ۲۰۰ متری شمال روستای همیانه واقع شده و این اثر در تاریخ ۱۳ آبان ۱۳۸۶ با شمارهٔ ثبت ۱۹۸۰۳ به‌عنوان یکی از آثار ملی ایران به ثبت رسیده است.
تولید برنج این روستا یکی از با کیفیت‌ترین و مرغوبترین برنج‌های ایران می‌باشد. فاصله این روستا تا شهر بروجرد ۳۵ کیلومتر می‌باشد.
روستای همیانه از شمال به روستای افراونده از جنوب به روستای دایی چی و یزد گرد از شرق به روستای دوخواهران و از غرب به روستای قاضی آباد همسایه و هم‌مرز است.

## جمعیت
این روستا در دهستان سیلاخور قرار دارد و براساس سرشماری مرکز آمار ایران در سال ۱۳۹۵، جمعیت آن ۲۳۲ نفر (۵۵ خانوار) بوده‌است.